# Prodasineura doisuthepensis
Prodasineura doisuthepensis – gatunek ważki z rodziny pióronogowatych (Platycnemididae). Występuje w Azji Południowo-Wschodniej – stwierdzony w Tajlandii, Kambodży, Laosie i Wietnamie.